# إد ووكر (مقدم برامج إذاعية)
إد ووكر (بالإنجليزية: Ed Walker)‏ هو مقدم برامج إذاعية أمريكي، ولد في 23 أبريل 1932 في فورست في الولايات المتحدة، وتوفي في 26 أكتوبر 2015 في روكفيل في الولايات المتحدة بسبب سرطان.